# لغات سامودية
اللغات السامودية يتحدثها 30،000 متكلم في جبال الأورال و شمال أوراسيا. اللغات السمودية تنحدر من اللغة السامودية البدائية، وتشكل فرع من فروع اللغات الأورالية. (يُعتقد أنها قد انفصلت من السامودية البدائية في وقت جد مبكر وذلك مباشرة بعد انفصال اللغات الأورالية الأخرى.)